# E.161

A standard ITU-T E.161 keypad

E.161 — это рекомендация МСЭ-Т, в которой определяется назначение основных 26 латинских букв (от A до Z) для 12-клавишной телефонной клавиатуры. Среди вариантов использования этого отображения:
- Мультитач и интеллектуальные текстовые системы;
- Формирование фонограмм из телефонных номеров;
- Использование буквенных символов (например, в виде мнемоники) в персональном идентификационном номере[1].

E.161 также рекомендует размещать тактильную метку на 5.
К E.161 также обращаются ETSI ETS 300 640 и ISO 9995-8. Буквы, относящиеся к конкретному языку (например, ü, é, å, ä, ö), а также другие символы (например, '€' или '@') не рассматриваются, что привело к различным противоречивым решениям для европейских языков.
Схема E.161 в основном основана на схеме, используемой в американских телефонах с 1930-х годов для имён телефонных станций. До 1990-х годов Q и Z не были включены в стандартную раскладку, и поскольку буквы служили в основном как мнемонические устройства, они не были необходимы (Q и Z не использовались в фоновых словах); телефоны опускали их, помещали Q и Z на клавишу 1, либо включали Q и Z в текущих местоположениях, с PRS на 7 и с WXY на 9 соответственно. Развитие обмена текстовыми сообщениями на мобильных телефонах, которое требовало полного набора букв, привело к необходимости стандартизировать местоположения для Q и Z на мобильных устройствах. Ответом стала раскладка E.161.